# Stag Arms

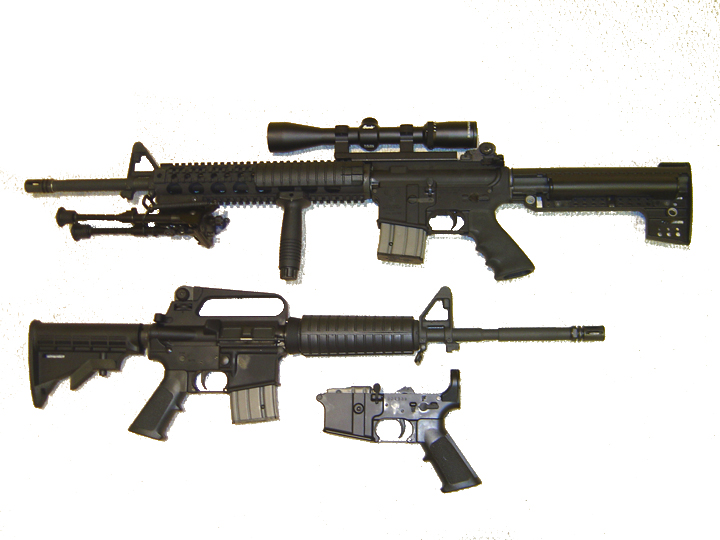
2 clones civils de l'AR-15 produits par Stag Arms

Stag Arms est une entreprise américaine produisant des armes à feu (disponibles pour droitiers et gauchers) à New Britain (Connecticut) depuis 2003.

## Principaux produits
La gamme des carabines  Stag-15 comprend des variantes semi-automatiques du M16A2  déclinées en clones :
- du fusil AR-15,
- et de la carabine M4A1.

Stag Arms vend aussi des pièces détachées et accessoires pour personnaliser tout AR-15.